# Gumpe

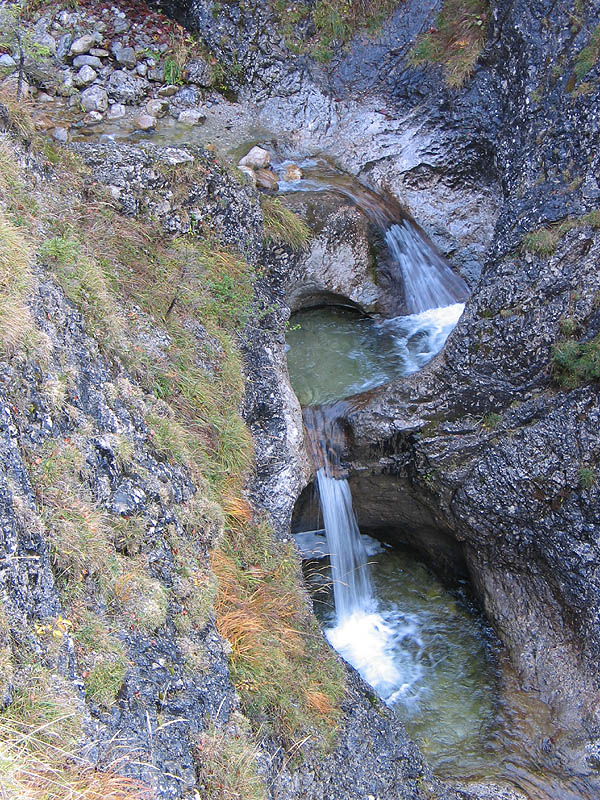
Gumpen im Pfanngraben (Mangfallgebirge)

Als Gumpen werden überwiegend beckenartige Strudeltöpfe bezeichnet, die von Sturzbächen in den felsigen Untergrund eines Bachbetts erodiert werden. Sie entstehen oft in dichter Folge und gestalten dann das Bachbett stufenförmig. Dadurch bildet der Bach Kaskaden. Die hiermit verbundene weitere Vergrößerung dieser Strudeltöpfe unterscheidet die Gumpen von Kolken.

## Beschreibung

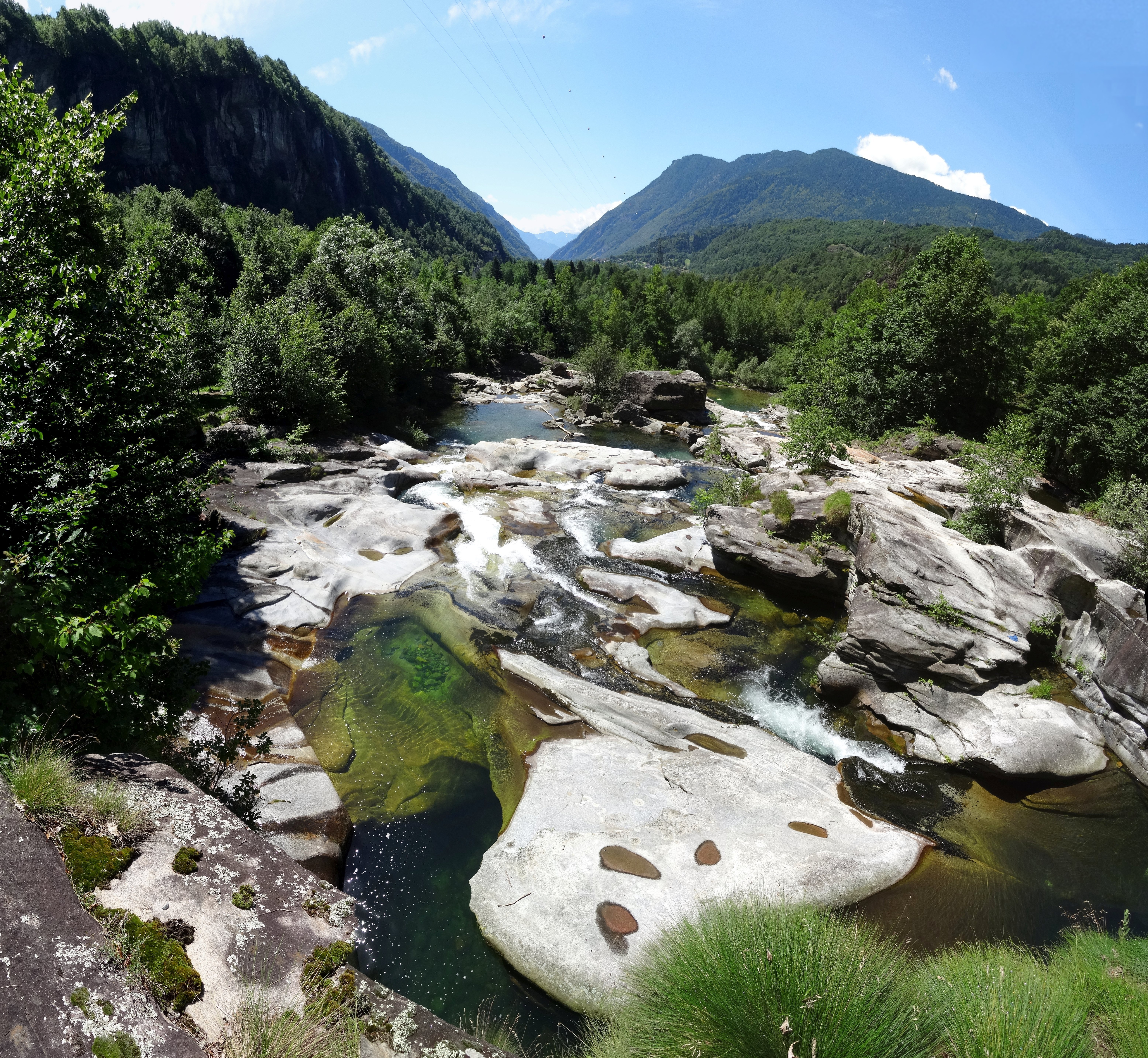
Gumpe im Gletscherpark von Uriezzo

Je nach Gesamtgefälle des Baches geht der Prozess der Gumpenbildung in die Entstehung eines Wasserfalls über. Beispiele sind die beschilderten Gumpen im Pfandlgraben („Pfännchen-“) unterhalb der Rotwand (siehe Foto), oder die Sieben Bütten (Gumpen), wie die Allerheiligen-Wasserfälle im Nordschwarzwald auch genannt werden (siehe auch Liste der Wasserfälle in Deutschland).
In Teilen Süddeutschlands werden auch generell Gewässermulden als Gumpen bezeichnet. Dies gilt zum einen für Kolke, also kesselartige Mulden im Grund flacher Fließgewässer, etwa an Felsbrocken, an Einmündungen von Nebenflüssen, unterhalb von Wehren oder unter Prallufern an den Außenkurven der Flüsse. Zum anderen gilt dies für Seen. Bekannt war die Blaue Gumpe, ein kleiner Gebirgssee der Partnach im Reintal (Wettersteingebirge; 2005 durch einen Bergsturz zerstört). Ein Quelltrichter im Großen Ostersee (südlich des Starnberger Sees) wird ebenfalls Blaue Gumpe genannt.
Ausführliche Worterklärungen zum Begriff Gumpe samt Etymologie und Sprachverwandtschaften finden sich im Grimmschen Wörterbuch sowie in der Oeconomischen Encyclopädie von Krünitz als Kumpf oder Kumpen.
Von Bergwanderern werden Gumpen gern als natürliche „Badewannen“ genutzt.

## Namensverwendung in der Trivialliteratur
Der fiktive Comic-Ort Entenhausen liegt in den deutschen Versionen der Erzählungen an einem Fluss namens Gumpe.